# アルヴェス・レイス
アルトゥル・ヴィルジリオ・アルヴェス・レイス（葡:Artur Virgílio Alves Reis、1896年9月8日 - 1955年7月9日）は、1925年に史上最大の通貨詐欺を行ったポルトガルの犯罪者であり、当時の名目GDPの0.88％に達する被害額はポルトガル銀行券危機をもたらした。

## 時代背景

### 当時のポルトガルの経済と通貨政策
ポルトガル経済は1892年と1902年の二度に渡って経済破綻を迎えていた。経済的困窮の原因は産業革命の失敗による友好国イギリスへの工業製品依存と自国産業の後進性であり、ナポレオン戦争による1807年のフランス軍の侵入と金の流出、それに介入してきたイギリス軍による1820年までのポルトガル占領、そして1822年のブラジルの独立による喪失がそれに拍車をかけていた。イギリスとの貿易均衡はポートワインの大流行によって保たれた時期があったものの需要が収まると均衡は崩れた。競争力の劣るポルトガルの製品はイギリスの需要に応えられず、自国で生産した商品を自らの植民地民に購入させることで資金を集めた。だがそのために強い反発を招き、植民地維持のための軍事費は1974年のカーネーション革命までに国家予算のほぼ半分を費やすほどに増大した。これらの状況でポルトガル政府は国債の発行や通貨の切り下げに対して極度に保守的な財務政策をとり、また国内情勢も不安定であったことから自国の紙幣発行をイギリスやオランダに委託していた。
ポルトガルは1910年にポルトガル王国から第一共和政へと移ったが、第一次世界大戦後も経済は悪化した。1919年から1920年の財政赤字は王政末期の平均の約12倍、物価は1914年から20年の間に452%上昇した。通貨エスクードの対ポンド価値は1918年の7.9から1923年の109.4へと急落し、国外への資本流出が続き、1922年には14の銀行が閉鎖された。経済の悪化によって都市労働者・中産階級・農民らの階層間の対立が激化し、共和政への不満が高まった。

### ポルトガルとアンゴラ
ポルトガルは最初期にアフリカの植民地化に進出した国であり、植民地解放が最後の国となった。アンゴラ沿岸には16世紀から19世紀の奴隷貿易時代にポルトガル商人が進出しており、ルアンダとベンゲラはアフリカ西海岸で最大級の奴隷積み出し港として知られていた。ベルリン会議（1884年-1885年）によってヨーロッパ諸国によるアフリカ分割が決定すると、ポルトガル領アンゴラが成立した。ポルトガルの商人、農場主、軍人によってアンゴラは支配され、住民は輸出用のコーヒー、綿花、タバコ、落花生などを栽培させられ、鉱山の強制労働にも動員された。アンゴラは本国ポルトガルとの通貨交換が禁止されていた。

## 生い立ち
アルヴェス・レイスは1896年9月8日にポルトガルの首都リスボンの中流家庭に生まれた。父親は記帳係から葬儀屋に転職し、小規模の高利貸も行っていた。しかし父親は、当時ポルトガルの植民地だったアンゴラの石油採掘のために設立されたポルトガル石油株式会社に投資して破産状態となり、レイスは困窮した幼少期を過ごした。高校卒業後は実業学校に入り、工学を学んだ。しかし入学からわずか一年足らずでマリア・ルイサとの結婚を機に中退し、アンゴラへ居を移した。この時、アルヴェス・レイスは自らの経歴をオックスフォード大学理工学技師学校の出身とする詐称を行った。レイスが偽造した得業士免状には理工学技師学校長ヘンリー・スプーナーと、オックスフォード大学総長ジョン・D・ピールの署名があり、免状番号のNr. 2148が付けられていた。オックスフォード大学には理工学技師学校はなく、サインされた教授名も大学総長の名前さえも架空でありながらアルヴェス・レイスは政府機関の運河建設部門に迎え入れられた。

## アンゴラでの技師生活
レイスは妻マリアとともにアンゴラの首都ルアンダに暮らすことになった。アンゴラの主要な商品作物はコーヒーやタバコであり、各地で鉄道による輸送が行われていたが機関車の整備士の数が圧倒的に不足していた。「専門家」のアルヴェス・レイスにはそれらの修理が依頼されたが、実際のレイスには一年に満たない実業学校での経験しかなかった。だがレイスは蒸気機関に没頭して修理を成し遂げ、機関車の専門家として名を高めた。その功績により新機関車採用を任せられたレイスだったが、鉄道の知識が乏しいために彼が採用したアメリカ製の機関車は走行する鉄橋に対して明らかに過重であり、橋の崩落の危険があった。だがこの責任を問われる危機において、彼は尻込む同僚を降ろすと妻と長男を乗せて運転して鉄橋を渡ってみせ、責任を回避し称賛を得た。

## 貿易会社
レイスはアンゴラ鉄道主任技師を辞職してリスボンへ帰国し、1919年に貿易会社のアルヴェス・レイス商会を設立した。目的はアンゴラとの貿易であり、最初は軍用テントと称して強化紙製のテントを売るという詐欺を行った。また、ドイツ製の中古のトラクターを修理して新品として売り出す詐欺で大いに儲けた。こうして第一次世界大戦後の混乱に乗じて、レイスは1923年には60万エスクードの大きな利益を手にして、次にアンゴラで植民地経営に乗り出すことになる。

## アンバカ事件
第一次世界大戦終結直後の混乱の中で、アルヴェス・レイスはアンゴラが極度のインフレに見舞われ、ほとんどの商取引が貨幣ではなく小切手に依存していることを理解していた。アンゴラ最大の企業である王立アフリカ横断鉄道「アンバカ（Ambaca）」の株価も信用を失って暴落する。この状況が、アルヴェス・レイスに株を買い占めることで植民地経営に携わる野心を目覚めさせた。しかしそのために必要な当時の4万ドルは莫大な金額であり、買収資金の捻出のため、アルヴェス・レイスは1924年にアメリカの経営難に陥った自動車会社を介した小切手詐欺を実行する。
当時の小切手は輸送手段（船舶）と通信手段（電報）の関係のために到着と連絡の誤差があり、ポルトガルからニューヨークの当座預金までアルヴェス・レイスの振りだした小切手が到着するまで8日を要した。彼はその時間差に着目し、支払い能力のない10万ドルの小切手を降り出すと到着寸前の7日目に電報で裏書きを行い、さらにその決済が遅れたためと称してもう一通の小切手を改めて振り出すことで、その小切手到着までの24日間だけ有効と見なされる小切手を作り出した。アルヴェス・レイスは4万ドルをアンバカに、残りの6万ドルを南アンゴラ鉱山に投資すると、それが破綻する前に保証を得る必要があることから石油、ダイヤモンド、金を始めとするアンゴラの利権をちらつかせて投資家から資金を募った。こうして南アンゴラ鉱山株は急騰した。
この誘いに仲介者として参加したのがオランダ経済界で名の売れていたホセ・バンデイラであり、その紹介の元でオランダで落ち合った相手がオランダの武器商人カレル・マラン・ファン・イッセルヴェーレ、そして金融ブローカーであるドイツのアドルフ・ヘニーであった。彼ら三名はアルヴェス・レイスの話に大いに乗り気になるも、1924年5月に帰国したレイスがポルトで逮捕されたことでこの話は立ち消えとなった。巨額の詐欺事件にもかかわらず、横領罪で逮捕されたアルヴェス・レイスに下された判決は54日間の服役であった。この懲役生活の中でアルヴェス・レイスは資金自体の不足が今回の失敗を招いたことを痛感し、資金自体を手に入れる「新しい詐欺」について計画を練り、貪欲かつ有能な仲間を活用する方法を思いついていた。

## 史上最大の通貨詐欺

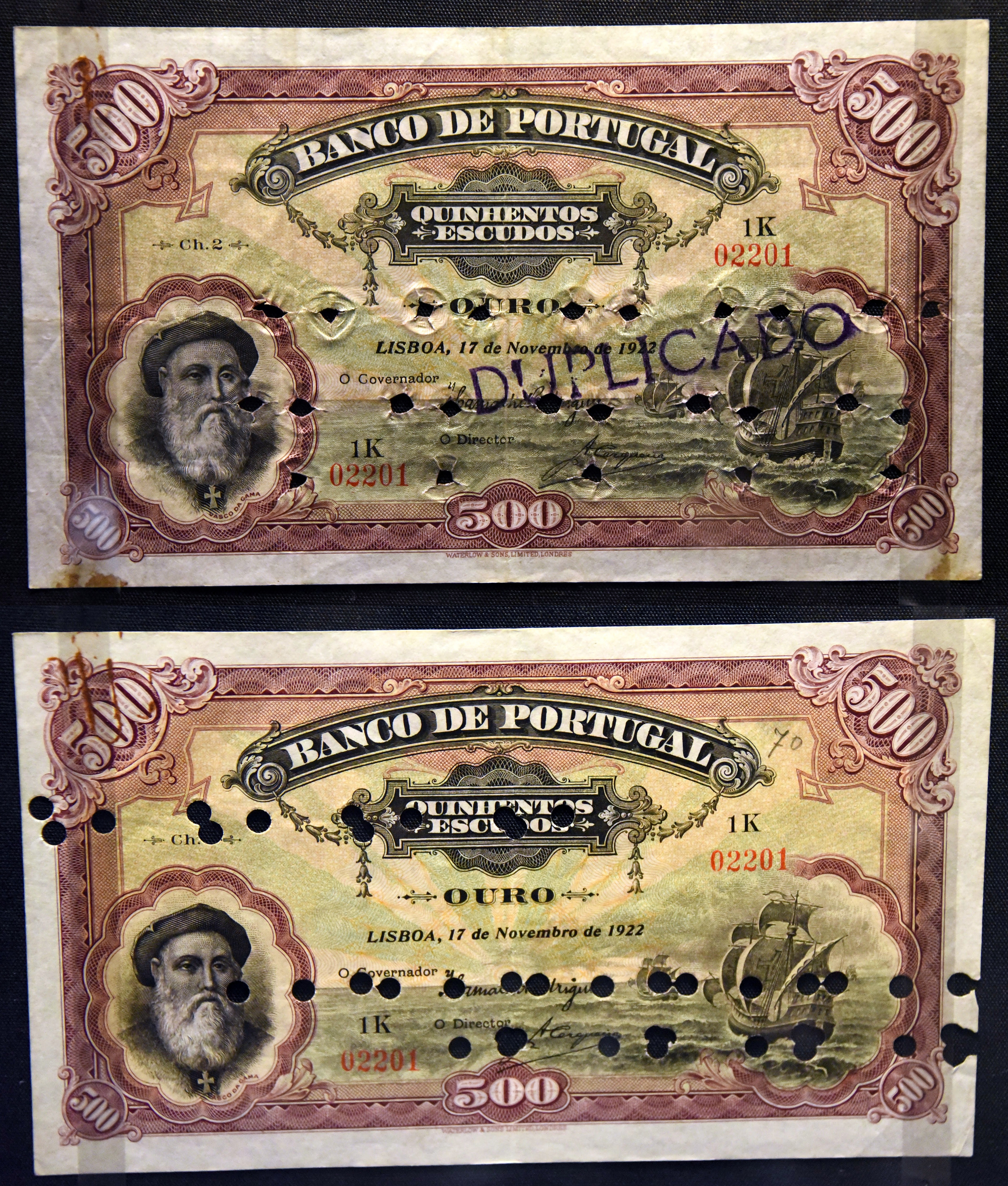
上が偽造された500エスクード紙幣、下が正規の500エスクード紙幣。ともに紙幣番号が1K 02201, 1922となっている。現在は大英博物館に展示されている。

### 目論見
レイスはポルトガル銀行について詳細に調査した。ポルトガルの通貨発行の決裁権を持つのはポルトガル銀行総裁イノセンシオ・カマチョ(葡語版)であるが、紙幣に関しては国内に造幣局を持たず、総裁の指示によってイギリス、ドイツ、オランダなどに印刷と納入が実行される仕組みとなっていた。また、ポルトガル銀行には紙幣の真偽を鑑識する部署はなかった。
アルヴェス・レイスはそのシステムの乗っ取りを目論んでいた。ポルトガル銀行と造幣所の間に入って総裁の指示を偽造し、正式な紙幣を非合法な詐欺による手段で印刷させ、自らの元へ輸送させる。しかしそのためにはその偽造を真実だと関係者全てに信じ込ませる必要があった。

### アンゴラ救済計画
ホセ・バンデイラ、カレル・マラン、アドルフ・ヘニーら三名の元に、獄中にいるアルヴェス・レイスからの連絡が届いたのは1924年のことだった。アルヴェス・レイスは「極秘計画」として、ポルトガル銀行総裁から破綻状態にあるアンゴラの救済を託されていると打ち明けた。それは緊急の通貨増刷計画であり、秘匿機関と資金の運用を行う上で、ぜひ三名の協力を仰ぎたいと結んでいた。天才詐欺師の口車はポルトガル政府の腐敗と窮状によって一定の説得力をもっていたが、服役中の男による告白は信用し難く、また意図が明らかではないために三名とも返事を保留するに留めた。
この時、アルヴェス・レイスがアンゴラ救済のために必要だと主張した金額は500万ドルであり、その借款のために500万ドル相当のポルトガル・エスクード通貨の発行をイギリスに依頼する計画を立てる。500万ドルは当時のポルトガルの名目GNPの0.88％に匹敵するかつてない巨額な融資であった。そのためにまずレイスは借款を裏付ける政府公認の契約書の偽造に着手した。レイスはアンゴラ総督、財務大臣、アンゴラ政府専門担当官の三者のサインを偽造して公正証書を用意し、それは公証人アヴェリーノ・デ・ファリアの目をすり抜けて「本物」であることが確認された。だが、公証人一人だけでは国際的な信用は乏しいため、さらにレイスはフランス、ドイツ、イギリスの大使館に持ち込み、大使館に補完されているデ・ファリアが関わった契約書のコピーと検証し、デ・ファリアのサインが本物であることの確認と証明を求めた。当然ながらデ・ファリアのサイン自体は本物であるため各大使館から証明がなされ、この段階に至ってレイスはホセ・バンデイラ、カレル・マラン、アドルフ・ヘニーの三名に書類を見せ、救済計画が事実であると訴え、再び協力を要請した。なお、この時から最後に至るまでレイスは協力者に決して詐欺計画の全容を打ち明けず、あくまでもアンゴラ救済のための合法的な秘密活動だと主張し続けた。それによって三名は逮捕後、レイスを信じ切っていたのに騙されただけだと主張できる権利を持つことになる。
「本物」と証明された借款の契約書を手に入れたアルヴェス・レイスの次の目標は、ポルトガル銀行総裁の通貨発行指示書に必要となる総裁専用の便箋と封筒の入手とその作成を依頼する印刷所の選定であったが、見本となる封筒の入手は政府高官を兄に持つホセ・バンデイラによって、また印刷所の選定はオランダ人協力者のカレル・マランによって解決された。カレル・マランは自らの信用とコネを用いてオランダの通貨や切手を印刷する最も権威ある印刷所「ロイヤル・ジョー・エンスヘーデ(英語版)」社（Royal Joh. Enschedé）を手配した。便箋と封筒が刷り上がると、アルヴェス・レイスは拡大鏡を用いてエスクード紙幣からポルトガル総裁のサインを見つけ出し、500エスクード紙幣20万枚（500万ドル相当）の指示書を作成しサインした。
しかし最大の難題は、紙幣に印字される紙幣番号の組み合わせ規則であり、これは偽造防止の最後の手段として外部に漏れることが望めない情報だった。アルヴェス・レイスは金融ブローカーであるアドルフ・ヘニーの財力を借り、500エスクード紙幣を発行された順に500枚以上集めて並べ、その規則を必死に解析した。苦闘の末、アルヴェス・レイスは概ね法則を見つけだし、既存の番号と被らないと思われる紙幣番号を抽出することに成功した。
これらの準備を終えて、アルヴェス・レイスはようやく紙幣の原盤を持つイギリスのウォーターロー商会(英語版)（Waterlow and Sons）に紙幣の発行を依頼した。しかしウォーターロー商会の代表者であるサー・ウィリアム・ウォーターローはいつもと異なる手順を訝しみ、当初は書類の受理を渋った。ウィリアムは、ポルトガル銀行総裁のロドリゲスが従来のように直接文書で指示をしない点を不審に思い、リスボンの商会代理人であるヘンリー・ロマーに現地調査をさせた。ロマーは調査の結果、ウィリアムに警告を報告したが、調査結果は採用されなかった。アルヴェス・レイスの説得と協力者たちの信用、何より借款の存在を示す契約書に記された公証人の名前と各国大使館の保証を前に、個人の判断で遅延し続けることはできなかった。それでもウォーターロー商会は紙幣番号を全て調べる確認を怠らず、ついにアルヴェス・レイスが参考にした紙幣番号をうっかり残してしまったミスから、過去の依頼と同じ紙幣番号を一つだけ見つけ出す。ウォーターロー商会は念の為、ポルトガル銀行総裁に向けて依頼の受領を知らせる手紙を発送した。しかし理由は不明ながら郵便はポルトガル銀行総裁に届くことなく失われた。

### 事件の結末
1925年2月、アルヴェス・レイスと三名の協力者の元に印刷された20万枚のエスクード紙幣が到着した。四名は紙幣を公平に四等分にすると各自でそれを保有した。ホセ・バンデイラが外交官である兄のツテを使いリベリアのパスポートを用意すると、カレル・マランは資金ともに海外へ移動した。アルヴェス・レイスは資金洗浄のために地方銀行を介してより少額の紙幣に変換した。アルヴェス・レイスの野心は詐欺の成功だけで留まることはなく、さらに資金を活用したアンゴラでの植民地経営に乗り出した。また、植民地への投資は資金不足に苦しむ現地産業に恵みをもたらすものであり、それはかねてより主張してきたアンゴラ救済計画を表面上なぞるものになった。レイスはホセ・バンデイラを誘って資金洗浄も兼ねた銀行を設立する。レイスは不当に増大したエスクード紙幣を投入してマネタリーベースの不均衡をもたらし、土地や建物、流通に莫大な投資をして利益を上げるともに市場を刺激して活況をもたらした。ホセ・バンデイラ、アドルフ・ヘニーもアルヴェス・レイスに習ってアンゴラに多額の投資を行った。アルヴェス・レイスの銀行は豊富な資金を元に低金利での融資を実施し、金融引き締めと保守的な財政出動で喘いでいたポルトガルの産業を救った。この時期のアルヴェス・レイスはアンゴラの救世主「ポルトガルのセシル・ローズ」とも称され、政府のために行動しているとするフィクションは、ある側面では事実になりかけていた。
しかし政府の計画とはかけ離れた資金の流動に、1925年の時点ですでに各銀行で偽紙幣の存在が囁かれるようになっていた。大量の500エスクード札がだぶついたため、市中の商人の間では500エスクード札への用心を呼びかける話が広まった。実際には正規の紙幣しか流通していないことから偽札の発見はなかったが、次第にアルヴェス・レイスの銀行の資金力が周囲から疑問視されていった。またドイツ人のアドルフ・ヘニーが資産や土地を買い漁って巨大なプランテーションを作り出し、リスボンの大手新聞社ディアリオ・デ・ノティシアスを買収しようとしたことでドイツによる海外植民地獲得のためのスパイ行為が疑われるようになる。さらに実際にディアリオ・デ・ノティシアスの記者が取材を開始したところ、ポルトガル銀行の買収の準備や違法な両替（資金洗浄）の証拠が発見された。アルヴェス・レイスの詐欺を疑う声は日に日に大きくなり、ポルトガル銀行はついに調査官をアルヴェス・レイスの元へ派遣する。
当初、正規の手段で発行された紙幣のために詐欺の証拠はなかなか見つからなかった。しかし1925年12月5日、執拗な捜索の結果、調査官はついに紙幣番号の重複を発見する。調査官がすぐにアンゴラ全土の銀行に紙幣番号の確認を促すと、その日のうちに複数の重複が発見された。アルヴェス・レイスが解明したと考えていた紙幣番号の法則は、実際には誤りだった。最後には発行元のウォーターロー商会で架空の印刷指示書が確認されたことで、レイスの詐欺は完全に破綻した。詐欺発覚の翌日12月6日、レイスの銀行は資産を没収され、レイスはリスボンで逮捕される。
レイスはルアンダからドイツ船のアドルフ・ヴェールマン号に乗ってリスボンに着いたところを逮捕された。ヘニーは船員を買収して逃れ、バンデイラは逮捕され、マランはパリで潜伏活動を送った。

### 事件当事者たちのその後
レイスは裁判中も雄弁であり、従来の政府の依頼を受けて行動したとの主張を繰り返した。そのために裁判所は実際に政府高官の関与を疑い、調査のために裁判は五年延期された。しかし裁判が再開された1930年に有罪判決を受けて20年の刑（禁錮8年、追放12年）に服した。服役期間中、アルヴェス・レイスはプロテスタントに改宗し、また周囲の囚人をも改宗させるなど才能を見せた。
レイスは1945年に釈放された後に再び貿易会社を設立したがこれは失敗し、2年で解散している。その後、1955年に亡くなるが、資産は葬儀代すら残されておらず、800エスクード（32ドル）の棺桶も買えなかったため無縁墓地に葬られた。レイスが死亡した際、「タイムズ」では次のような論評が掲載された。「たとえその動機が批難さるべき性質のものであったにもせよ、この悪漢はポルトガルに、ケインズ理論の最良の諸法則に適合する多大の利益をもたらしたのである」。
ホセ・バンデイラは15年の刑に服し、釈放後はナイトクラブを経営して1960年にリスボンで亡くなった。
アドルフ・ヘニーはドイツに逃亡し、偽名を捨ててハンス・デーリングという本名で投資業を再開した。しかし投資に失敗して困窮すると、信用して預けた財産を取り返すこともできなくなり、貧困の中で1936年8月29日、ベルリンで死亡した。
カレル・マランはオランダで逮捕され、裁判で禁錮11ヶ月の判決を受けた。マランは国外退去を選び、フランスで小さな電気メーカーを買収して成長させると模範的なフランス市民となり、家族に家業を譲った後に1960年カンヌの別荘で死去した。
ポルトガル銀行はウォーターロー商会に対して損害賠償のための訴訟を起こし、法制史上最も複雑と呼ばれる裁判が繰り広げられたが、ロンドンの最高裁判所は1932年にウォーターロー商会の主張をほぼ受けいれた判決を下した。
ポルトガル銀行総裁の封筒と便箋を作成したジョー・エンスヘーデ社は責任を問われることはなかった。なお、2016年に印刷した50ユーロ紙幣を2年間に渡って従業員が持ち出していた事件が報道されている。

## 社会的影響
レイスがその資産のうち、ポルトガル経済に投入した資金は1,007,963ポンド（1925年の為替レート：現代ポンドで5,790万ポンド=87億円相当）とされている。しかし産業が弱体であり、金融引き締めによって通貨の信用を確保していたポルトガルにとって、通貨流通による好景気は一時的なものにしかなからなかった。この詐欺によってポルトガル紙幣の信用は取り返しがつかないまでに失われた。増加した資金も預金も投資資本も全て海外に流出した。ポルトガル共和国の準備金はほとんど底をつき、生じた金融不安に無力な存在となった。特に金融不安が直撃したのは定収入で生活する一般市民であり、インフレと財政引き締めによって資産は消え去り、定収入は実質的な目減りを繰り返した。生み出された新たな貧困層はファシスト勢力の支持基盤となり、幾度かのクーデターと内閣崩壊を招き、政情不安と経済の停滞が続いた。
1926年5月28日のクーデターにより第一共和政が倒れ、オスカル・カルモナ大統領の政権が成立した。大蔵大臣を務めたアントニオ・デ・オリヴェイラ・サラザールは元コインブラ大学の経済学教授であり、レイスの事件を詳細に検討して通貨の研究を行い、経済政策を立案した。
レイスが投資した南アンゴラ鉱山は、のちに石油とダイヤモンドの発掘によって利益を上げ、1990年時点でダイヤ輸出が2500万ドル、通商利益が4000万ドルにのぼった。レイスが持株を持ち続けていれば5000万ドルに達したと予想される。